# Tashichho-Dzong
Tashichhoedzong (auch Tashichö-Dzong; bhutanisch བཀྲ་ཤིས་ཆོས་རྫོང Wylie bkra shis chos rdzong) ist ein buddhistisches Kloster (Dzong) und eine Festung am Nordende der Stadt Thimphu in Bhutan, auf dem Westufer des Wang Chhu (Raidāk/Thimphu Chhu). Traditionell befand sich dort der Sitz des Druk Desi (Deb Raja), des Oberhaupts der Zivilregierung von Bhutan. Erst 1907 wurde dieses Amt an das Königtum angebunden. Heute ist die Festung die Sommerhauptstadt des Landes. In alten britischen Dokumenten wird sie als „Tassisudon“ benannt.

## Name
Der Name bedeutet im Dzongkha ‚Festung der herrlichen Religion‘.

“It was built by the first Dharma Raja, who also founded the Lho-drukpa sect of Buddhism, which has remained the distinctive sect of Bhutan. The correct transliteration of the vernacular name — Bkrashis-chhos-rdzong, meaning „the fortress of auspicious doctrine“ — is, according to Dr. Graham Sandberg, Tashichhoidzong.”

„Es wurde erbaut durch den ersten Dharma Raja, der auch die Lho-Drukpa-Sekte des Buddhismus gründete, welche die Hauptgruppe in Bhutan ist. Die korrekte Transliteration des umgangssprachlichen Namens — Bkrashis-chhos-rdzong, mit der Bedeutung ‚die Festung der glückverheißenden Lehre‘ – ist laut Dr. Graham Sandberg Tashichhoidzong.“

## Architektur

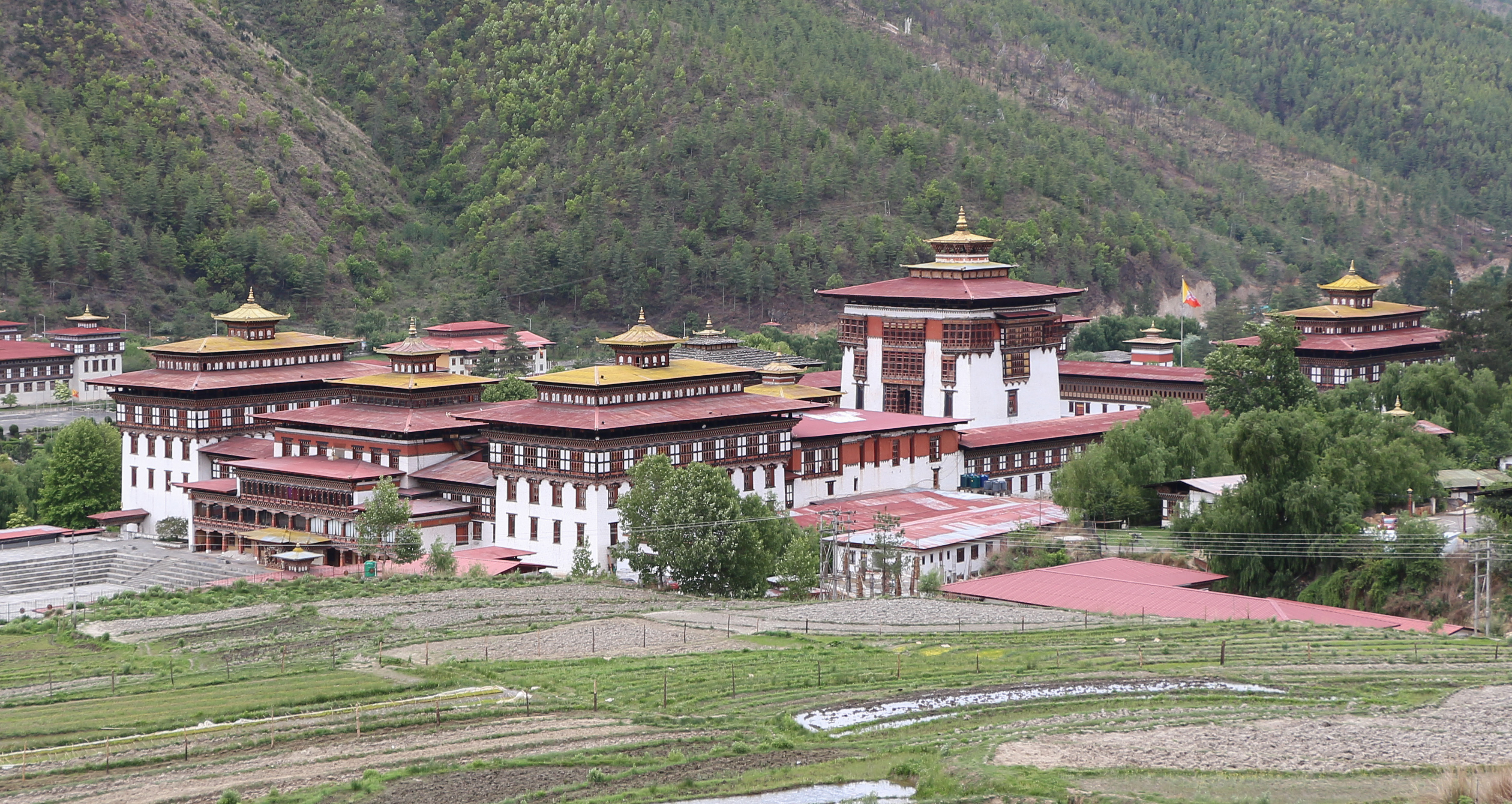
Tashichho Dzong, Bhutan.

Der Komplex besteht insgesamt aus zweistöckigen, weiß gekalkten Festungsbauten. An den vier Ecken werden diese von dreistöckigen Türmen überragt, die jeweils mit dreifach abgesetztem goldenen Dach gekrönt sind. Im Zentrum steht der zentrale Turm, der utse.

### Tempel und Meditationsräume im Dzong
In der Burg gibt es dreißig Tempel, Meditationsräume und Schreine.

## Geschichte
Das ursprüngliche Thimphu Dzong (Do-Ngön Dzong ‚Blaues-Stein-Dzong‘) wurde 1216 von Lama Gyalwa Lhanapa erbaut (1164–1224). Er war der Gründer des Lhapa-Zweiges der Drikung Kagyu. Ursprünglich lebte er an einer Stelle, an der heute das Dechen Phodrang Lakhang (Kloster) auf einer Anhöhe oberhalb des heutigen Tashichö-dzong steht. 1641 übernahm Shabdrung Ngawang Namgyel das Dzong von den Lhapa Kagyu, weihte es erneut und benannte es Tashichö-Dzong. Es wurde in der Folge der Hauptsitz der Südlichen Drukpa Kagyu und die Sommerresidenz der Klostergemeinschaft (Sangha) unter der Führung von Shabdrung Rinpoche. Der größte Teil des ursprünglichen Dzong wurde 1772 durch ein Feuer zerstört und ein neues Dzong wurde an der heutigen Stelle von dem sechzehnten Desi, Sonam Lhudrup, errichtet. Geweiht wurde es vom dreizehnten Je Khenpo, Je Yonten Taye, der das neue Dzong Sonamchö-dzong benannte. Nach dem Tod des Desi wurde es in Tashichö-dzong umbenannt nach dem alten Dzong.
Tashichö Dzong wurde weitere drei Mal durch Feuer zerstört und durch ein Erdbeben schwer beschädigt. Jedes Mal wurde es jedoch wiedererrichtet durch Desi und Je Khenpo. 1962, nachdem die Hauptstadt von Punakha nach Thimphu verlegt worden war, wurde das heutige Dzong vom dritten König, Jigme Dorji Wangchuck, errichtet als Sitz der Regierung. Nur der zentrale Utse-Turm, der so genannte Lhakhang Sarp ‚Neuer Tempel‘, und der Haupttempel Gönkhang ‚Schutzgott-Tempel‘ stammen noch vom alten Dzong. Nach der Fertigstellung 1968 wurde der neue Tashichö Dzong vom 66. Je Khenpo Yonten Tarchin, vom 16. Karmapa, Rangjung Rigpe Dorje (Rangjung Rigpai Dorje) und vom Je Kudre, Jamyang Yeshe, geweiht.
Tashichö Dzong ist seither der Sitz der Regierung. Er beherbergt den Thronsaal und die Büros des Königs, das Sekretariat des Kabinetts und die Ministerien des Inneren und der Finanzen. Einige andere Regierungsbüros sind in Gebäuden südlich des Dzong untergebracht und weitere in neuen Gebäuden in Thimphu. Westlich des Dzong ist ein kleiner Turm Ney Khang Lhakhang, worin eine Statue von Shakyamuni Buddha und weitere Schutzgottheiten untergebracht sind. 1953 zog die königliche Familie in den neu erbauten Dechencholing-Palast.

## Galerie

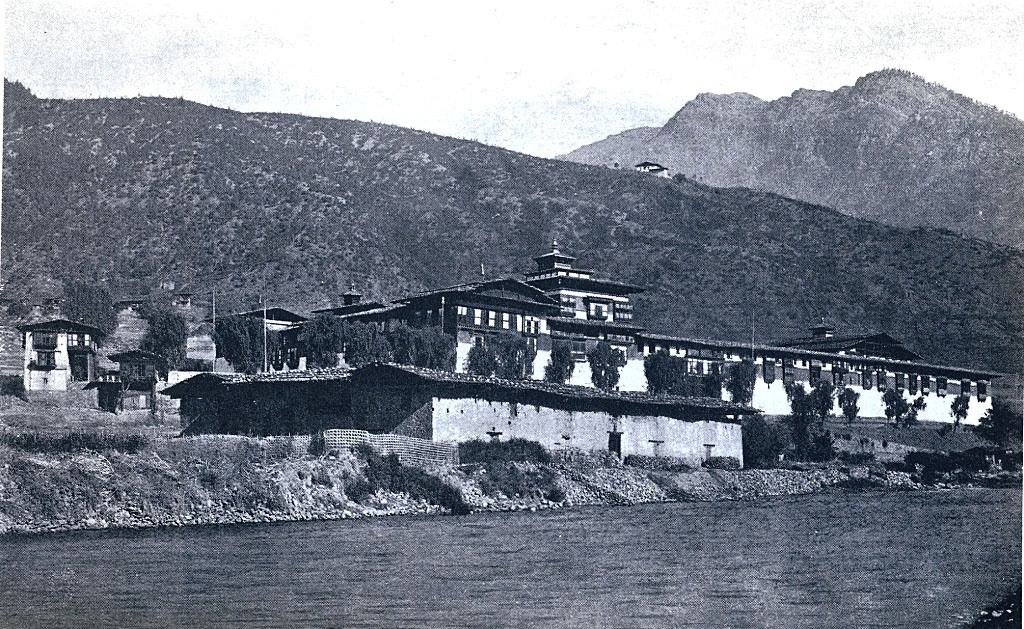
Tashichödzong 1921
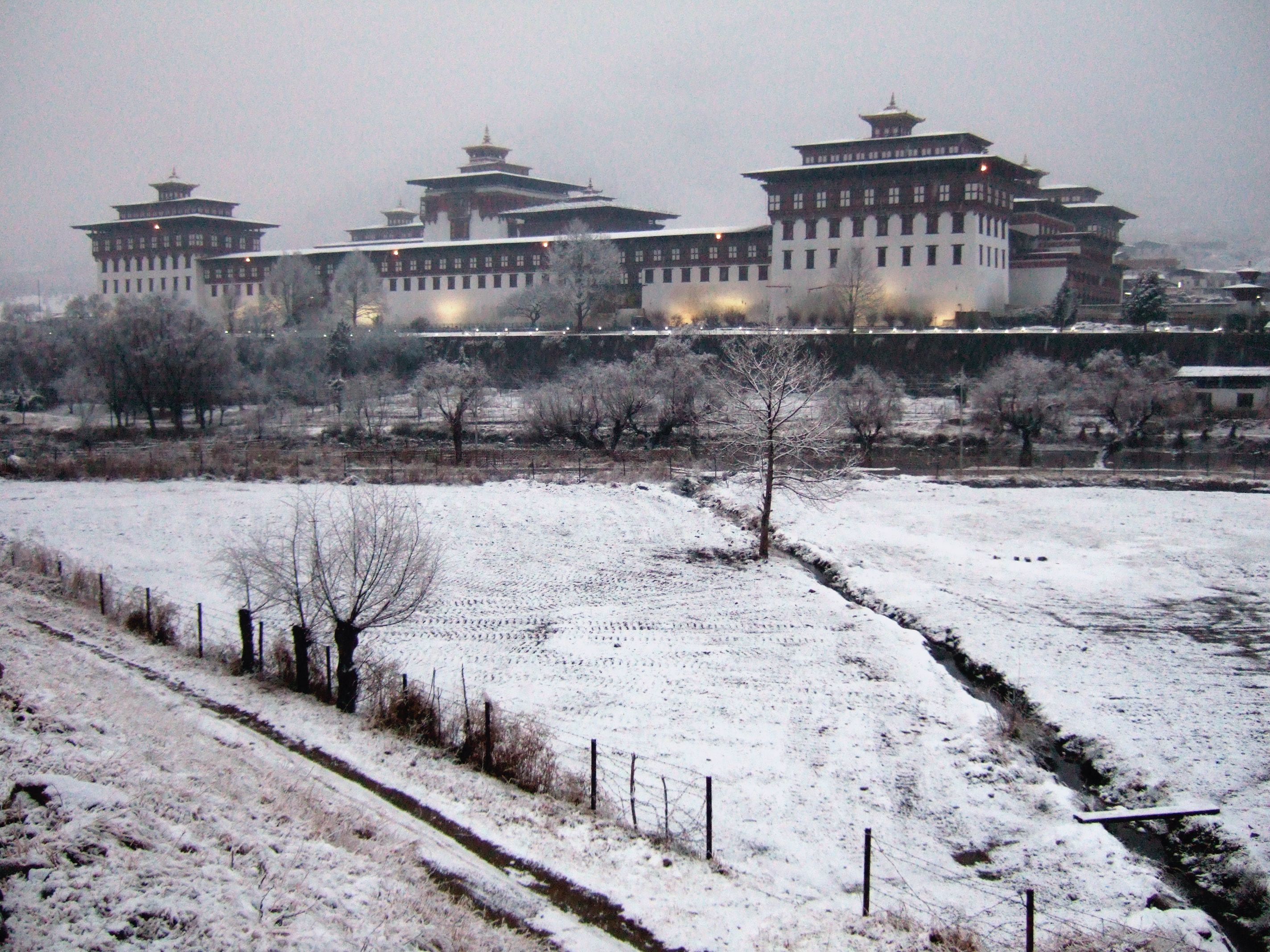
Tashichödzong im Winter 2008
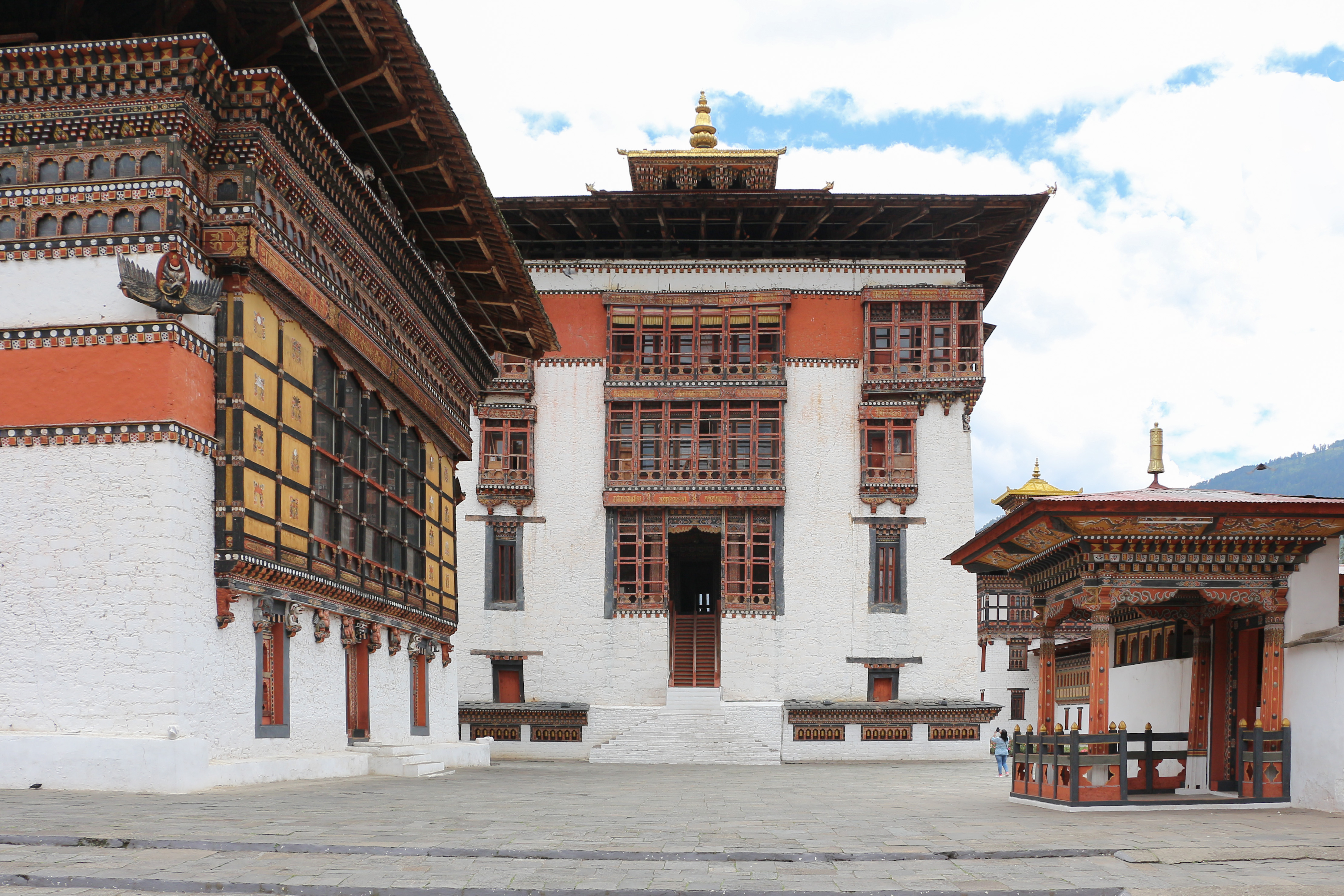
Utse, der Zentralturm von Tashichödzong
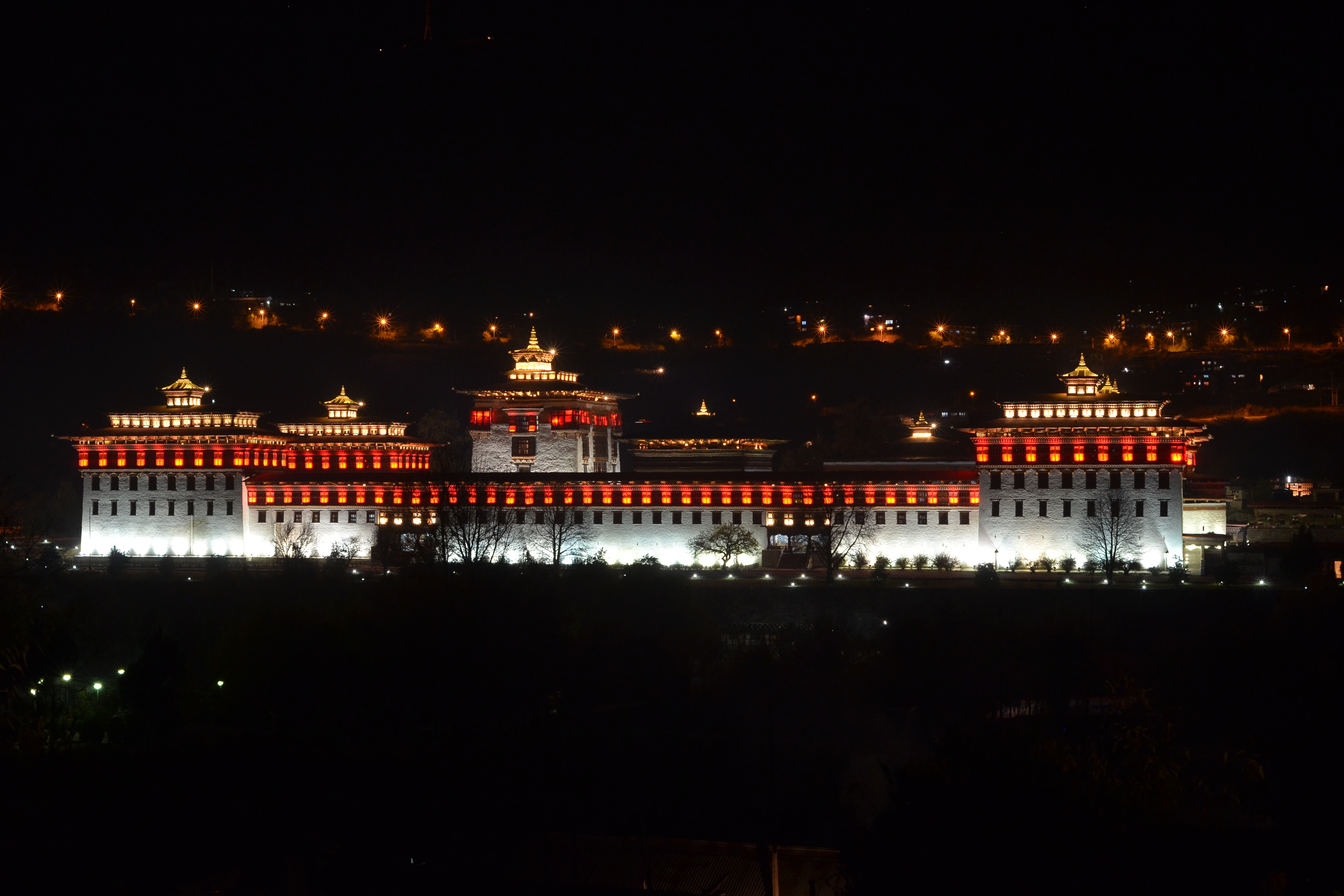
Tashichodzong bei Nacht
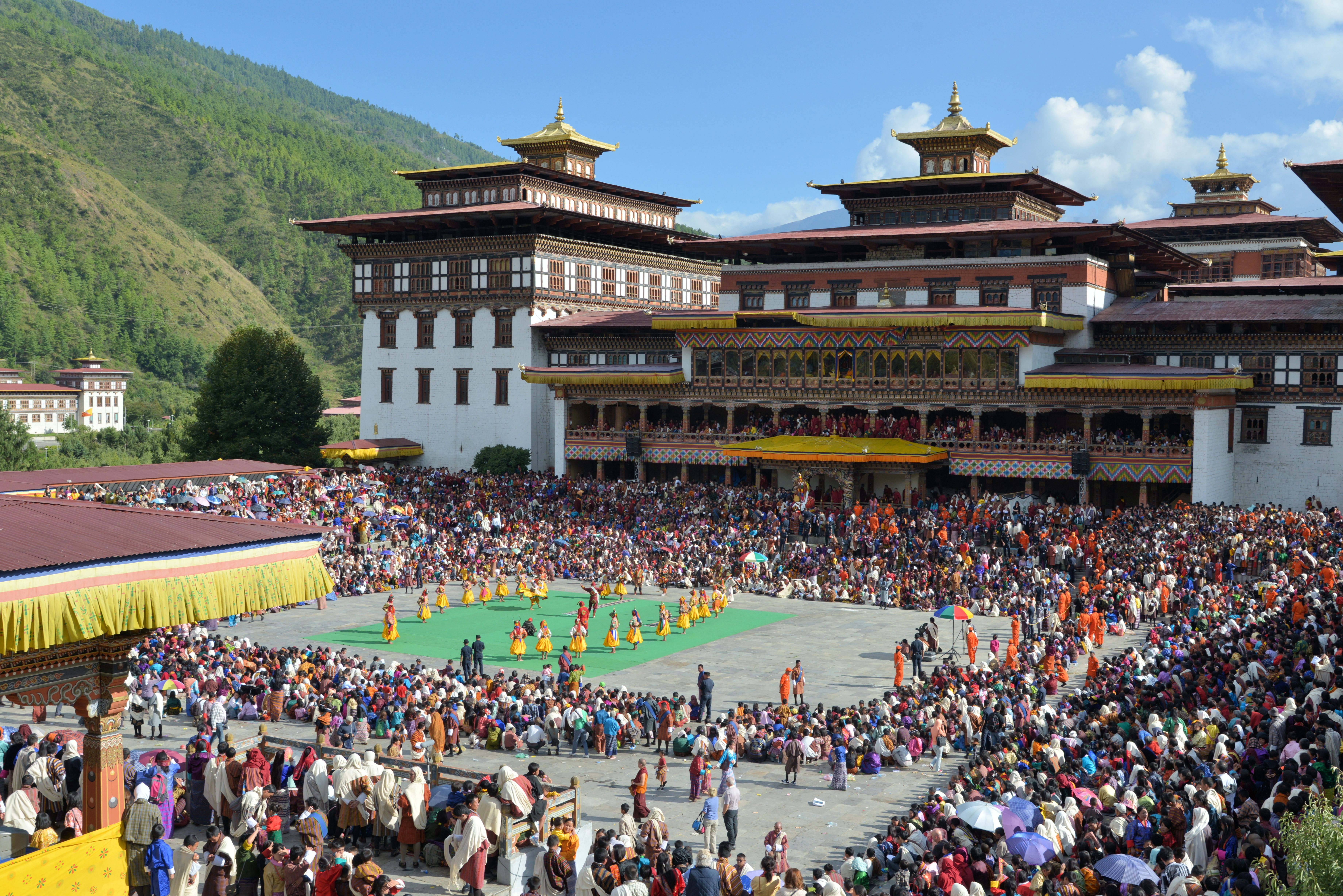
Tsechu-Festival in Tashichödzong